# Marco McDonald
Marco McDonald (31 agosto 1977) è un ex calciatore giamaicano, di ruolo difensore.

## Carriera

### Club
Ha sempre giocato nel campionato giamaicano.

### Nazionale
Con la maglia della Nazionale ha collezionato 30 presenze in 4 anni di militanza.